# Calyptra ophideroides
Calyptra ophideroides är en fjärilsart som beskrevs av Achille Guenée 1852. Calyptra ophideroides ingår i släktet Calyptra och familjen nattflyn. Inga underarter finns listade i Catalogue of Life.